# Glaskärpfling
Der Glaskärpfling (Quintana atrizona) ist ein Süßwasserfisch aus der Unterfamilie der lebendgebärenden Zahnkarpfen. Er ist der einzige Vertreter der damit monotypischen Gattung Quintana.

## Merkmale
Es handelt sich um kleinbleibende Kärpflinge. Weibchen werden bis 4 cm groß, Männchen nur 2–2,5 cm. Der spitze Kopf ist in der oberen Hälfte dunkel gefärbt. Die Körpergrundfarbe ist graugelb, wobei die Bauchregion silbrig glänzt. Der Körper ist seitlich zusammengedrückt und wirkt durchscheinend. Auf den Körperseiten befinden sich 4–8 schwarze Querstreifen sowie eine schwache Netzzeichnung. Die Vorderseite der Rückenflosse ist schwarz gerandet. Insbesondere bei dominanten Tieren kann die Flosse orange getönt sein. Die anderen Flossen sind leicht gelblich. Weibchen wirken etwas blasser als ihre männlichen Artgenossen. Die Afterflosse der Männchen ist zum Gonopodium umgebildet und verglichen mit dem anderer lebendgebärender Zahnkarpfen sehr lang.

## Vorkommen und Lebensweise
Der Kärpfling lebt endemisch im Westen Kubas. Die Fische sind – typisch für die Unterfamilie – lebendgebärend, die Weibchen bringen zirka alle 28 Tage zwischen 10 und 25 Jungfische zur Welt, die 3–4 mm lang sind.

## Haltung
Glaskärpflinge sind ruhige Aquarienfische und auf eine ausreichende Versorgung mit Algennahrung angewiesen. Sind nicht genügend Algenaufwuchsflächen auf Steinen oder anderen Hartsubstanzen vorhanden, dann muss zusätzlich mit Algen-haltigem Futter oder Spirulina-pulver gefüttert werden. Außerdem brauchen die Glaskarpfen als Lebendfutter Wasserflöhe, Cyclops, Artemia oder andere kleine Futtertiere. Bei einer kleinen Gruppe von Glaskärpflingen reicht ein stellenweise dicht bepflanztes Aquarium mit einer Länge von 60 cm aus. Die Wassertemperatur sollte zwischen 22 °C und 25 °C liegen.

## Systematik
Die nächstverwandte Gattung ist Girardinus, von der bisher sechs Arten beschrieben wurden. Quintana wird innerhalb der lebendgebärenden Zahnkarpfen dem Tribus Girardini zugeordnet.